# Iuliu Popescu
Iuliu Popescu (n. 1870, Jucu de Jos, județul Cluj – d. 1959, Turda, județul Cluj) a fost un deputat în Marea Adunare Națională de la Alba Iulia, organismul legislativ reprezentativ al „tuturor românilor din Transilvania, Banat și Țara Ungurească”, cel care a adoptat hotărârea privind Unirea Transilvaniei cu România, la 1 decembrie 1918 :p. 82 .

## Biografie
A urmat studiile liceale la Cluj și cursurile Facultății de Drept la Cluj și Budapesta, unde își ia și examenul de avocat. În cursul anului 1903 se stabilește în Turda, practicând avocatura. A activat și sprijinit cele două asociații culturale ale orașului, „Societatea Române de Lectură” și Despărțământul ASTREI din Turda :p. 82.
În toamna anului 1918, prin inițiativa și activitatea sa a luat ființă în Turda Consiliul Național Român și Garda Națională a României, fiind ales președinte al Consiliului. A condus marea masă a poporului român din Turda la Marea Adunare Națională de la Alba Iulia :p. 282.
După 1918 intră în magistratură, fiind numit consilier la Curtea de Apel din Cluj și mai târziu la Înalta Curte de Casație și Justiție din București. La începutul anului 1930 este numit consilier la Curtea de Conturi din București, funcționând în această calitate până în 1935, când, pensionându-se pentru limită de vârstă, se întoarce la Turda :p. 282.

## Activitatea politică
Ca deputat în Adunarea Națională din 1 decembrie 1918 a fost delegat al Cercului electoral Turda :p. 82.